# Sondrio (provins)
Provinsen Sondrio (it. Provincia di Sondrio) er en provins i regionen Lombardiet i det nordlige Italien. Sondrio er provinsens hovedby. 
Der var 176.856 indbyggere ved folketællingen i 2001. 

## Geografi
Provinsen Sondrio grænser til:
- i nord mod Schweiz (kantonen Graubünden (italiensk: Grigioni)),
- i øst mod provinsen Brescia og Trentino-Alto Adige (provinserne Trento og Sydtyrol),
- i syd mod provinsen Bergamo og
- i vest mod provinserne Lecco og Como.

46°21′37″N 9°56′38″Ø / 46.3602°N 9.944°Ø